# سيروان بارزاني
سيروان صابر بارزاني (بالكردية: Sîrwan Barzanî) (من مواليد 1971م)، رجل أعمال كردي، وقائد عسكري في قوات البيشمركة. هو الأخ الأكبر لسيوان بارزاني، الدبلوماسي الكردي.
سيروان هو ابن شقيق الرئيس السابق لإقليم كردستان العراق، مسعود بارزاني، ويعد واحد من أهم الجنرالات الشابة في قوات البيشمركة.

## كورك تيليكوم
سيروان بارزاني هو مدير الإدارة العامة لشركة كورك تيليكوم للهواتف المحمولة في العراق والتي لديها ما يقارب سبعة ملايين مشترك و3500 برج، في جميع أنحاء العراق، تقدر قيمة الشركة بـ 2 مليار دولار، ويقترح المنتقدون أن ابن أخ مسعود بارزاني «سيروان» لم يحقق ثروته إلا من خلال محاباة الأقارب.

## مقاتلاً من البيشمركة
كان سيروان مقاتلًا من البيشمركة لمدة 12 عامًا، وكان يقاتل ضد قوات صدام حسين في جبال إقليم كردستان. خلال هذا الوقت، حصل على لقب «النمر الأسود». تلقى تعليمه في الأكاديمية العسكرية في زاخو، وأنشأ لواء بارزاني في عام 1994م. وتقاعد من الجيش في عام 2000م.
في يونيو 2014م، مع تهديد داعش لمنطقة كردستان العراق، دعا مسعود بارزاني، جميع المحاربين القدماء للعودة إلى الخطوط الأمامية، وكان لسيروان دور كبير في قيادة قوات البيشمركة. كان سيروان ورجاله يستعدون للمغادرة لاستعادة سنجار من تنظيم داعش في 3 أغسطس. ومع ذلك، في 6 أغسطس، تعرضت أربيل، عاصمة إقليم كردستان، لتهديدات من مقاتلي داعش، اضطر البقاء مع رجاله لمحاربتها، وفي 10 أغسطس تم أسر 150 عنصراً من تنظيم داعش وذلك بمساعدة الضربات الجوية التي قادتها الولايات المتحدة.
كما شارك مع قواته في عام 2016م في معارك الموصل ضد تنظيم الدولة الإسلامية «داعش».